# 卢廉若墓
卢廉若墓，位于中国广东省广州市白云区白云山双溪寺后，为广州市的一个省级文物保护单位，类型为近现代重要史迹及代表性建筑，公布时间为2008年11月。
卢廉若墓的历史年代为1927。